# Сьомий супутник
«Сьомий супутник» (рос. «Седьмой спутник») — російський радянський художній фільм Григорія Аронова та Олексія Германа за однойменною повістю Бориса Лавреньова. Режисерський дебют Олексія Германа.

## Зміст
Євген Павлович – освічена людина, генерал царської армії. У 1905 році він відмовився засудити революціонерів. У 1918 його заарештували червоні, виселили з квартири. Його відпустили, але тепер Євгену Павловичу ніде ночувати, тому він проситься назад у камеру. Йому дають роботу пралі. Та незабаром йому доручають розслідувати вбивства.

## Ролі
- Андрій Попов — Євген Павлович Адамов
- Олександр Анисімов — Кухтін
- Георгій Штиль — Кімка
- Петро Чернов — Зиков
- Валентин Абрамов — голова домкомбеда
- Володимир Осенєв — Приклонський
- Софія Гіацинтова — Мар'я Семенівна, генеральша
- Володимир Еренберг — Вербовський
- Олександр Михайлов — Муравльов
- Григорій Шпігель — Шпігель
- Петро Кудлай — Костель-Свиридов
- Георгій Юматов — Турка
- Анатолій Ромашин — білий офіцер
- Олексій Баталов — комісар
- Олексій Глазирін — голова трибуналу
- Лілія Гриценко — Соня Приклонська
- Пантелеймон Кримов — Дмитро Андрійович
- Юрій Леонідов — полковник

## Знімальна група
- Сценаристи: Юрій Клепіков, Едгар Дубровський
- Режисери-постановники: Григорій Аронов, Олексій Герман
- Оператор-постановник: Едуард Розовський
- Художник: Ігор Вускович
- Другий режисер: Ігор Усов